# Copa São Paulo de Futebol Júnior de 1993
A Copa São Paulo de Futebol Júnior de 1993 foi a 24ª edição da competição. A famosa "copinha" é a maior competição de juniores do Brasil, e é disputada por clubes de todo o país. Ministrada em conjunto pela Federação Paulista de Futebol e a Secretaria Municipal de Esportes, foi disputada entre os dias 6 e 25 de Janeiro. O campeão nesta oportunidade, foi o São Paulo, conquistando a taça pela primeira vez, após vencer o Corinthians, na final, por 4 a 3, no Estádio do Pacaembu.
Esta edição, marcou a volta de equipes estrangeiras ao torneio, com a participação do Boca Juniors, da Argentina, e do Peñarol, do Uruguai.

## Regulamento
A Competição será disputada em 4 fases: primeira fase, segunda-fase, semifinal e final. Participaram da primeira fase um total de 32 clubes, divididos em 8 grupos, portanto de A a H.
Na  primeira fase, os clubes jogaram entre si, dentro do grupo em turno único, classificando-se para a 2ª fase, os dois melhores clubes que obtiveram o maior número de pontos ganhos nos respectivos grupos.
Na  segunda fase, os clubes foram divididos em 4 grupos com 4 equipes cada. Estes, jogaram entre si, dentro do grupo em turno único, classificando-se para a semi-final, o melhor clube que obteve o maior número de pontos ganhos nos respectivos grupos.
Ao término da primeira fase e da segunda fase, em eventual igualdade de pontos ganhos entre dois ou mais clubes, aplicou-se, sucessivamente, os seguintes critérios:
- Confronto direto (somente no empate entre dois clubes)
- Maior saldo de gols
- Maior número de vitórias
- Maior número de gols marcados
- Sorteio

Sistema de pontuação da Copa SP 1993:
- As vitórias valem 2 pontos
- Os empates valem 1 ponto
- As derrotas continuaram a não somar pontos.

## Equipes participantes
Estas são as 32 equipes que participaram desta edição:
| Estado             | Equipe             |           | Estado/País      | Equipe |
| ------------------ | ------------------ | --------- | ---------------- | ------ |
| Bahia              | EC Bahia           | São Paulo | Botafogo FC      |        |
| Bahia              | EC Vitória         | São Paulo | CA Bragantino    |        |
| Mato Grosso do Sul | Operário FC        | São Paulo | Comercial FC     |        |
| Minas Gerais       | C Atlético Mineiro | São Paulo | SC Corinthians P |        |
| Minas Gerais       | Cruzeiro EC        | São Paulo | CA Juventus      |        |
| Minas Gerais       | Uberlândia EC      | São Paulo | CA Nacional      |        |
| Paraná             | SE Matsubara       | São Paulo | EC Noroeste      |        |
| Paraná             | Paraná C           | São Paulo | SE Palmeiras     |        |
| Pernambuco         | Sport CR           | São Paulo | AA Ponte Preta D |        |
| Rio de Janeiro     | Botafogo FR        | São Paulo | A Portuguesa D   |        |
| Rio de Janeiro     | Fluminense FC      | São Paulo | EC Santo André   |        |
| Rio de Janeiro     | CR Vasco da Gama   | São Paulo | Santos FC        |        |
| Rio Grande do Sul  | Grêmio FPA         | São Paulo | AD São Caetano   |        |
| Rio Grande do Sul  | SC Internacional   | São Paulo | São Paulo FC     |        |
| Santa Catarina     | Joinville EC       | Argentina | CA Boca Juniors  |        |
| São Paulo          | América FC         | Uruguai   | CA Peñarol       |        |

## Primeira fase

### Grupo A
| Time        | Pts | J | V | E | D | GP | GS | SG |
| ----------- | --- | - | - | - | - | -- | -- | -- |
| Botafogo-SP | 9   | 3 | 3 | 0 | 0 | 7  | 2  | +5 |
| Comercial   | 4   | 3 | 1 | 1 | 1 | 1  | 3  | -2 |
| Cruzeiro    | 3   | 3 | 1 | 0 | 2 | 2  | 3  | -1 |
| Joinville   | 1   | 3 | 0 | 1 | 2 | 1  | 3  | -2 |

| 7 de janeiro | Botafogo-SP | 3 – 0 | Comercial |  |
|              |             |       |           |  |

| 7 de janeiro | Cruzeiro | 1 – 0 | Joinville |  |
|              |          |       |           |  |

| 10 de janeiro | Botafogo-SP | 2 – 1 | Joinville |  |
|               |             |       |           |  |

| 10 de janeiro | Comercial | 1 – 0 | Cruzeiro |  |
|               |           |       |          |  |

| 12 de janeiro | Botafogo-SP | 2 – 1 | Cruzeiro |  |
|               |             |       |          |  |

| 12 de janeiro | Joinville | 0 – 0 | Comercial |  |
|               |           |       |           |  |

### Grupo B
| Time       | Pts | J | V | E | D | GP | GS | SG |
| ---------- | --- | - | - | - | - | -- | -- | -- |
| Bahia      | 6   | 3 | 2 | 0 | 1 | 3  | 1  | +2 |
| São Paulo  | 6   | 3 | 2 | 0 | 1 | 3  | 1  | +2 |
| América-SP | 6   | 3 | 2 | 0 | 1 | 2  | 2  | 0  |
| Uberlândia | 0   | 3 | 0 | 0 | 3 | 0  | 6  | -6 |

| 7 de janeiro | América-SP | 1 – 0 | Bahia |  |
|              |            |       |       |  |

| 7 de janeiro | São Paulo | 2 – 0 | Uberlândia |  |
|              |           |       |            |  |

| 10 de janeiro | América-SP | 0 – 1 | São Paulo |  |
|               |            |       |           |  |

| 10 de janeiro | Uberlândia | 0 – 2 | Bahia |  |
|               |            |       |       |  |

| 12 de janeiro | América-SP | 2 – 0 | Uberlândia |  |
|               |            |       |            |  |

| 12 de janeiro | Bahia | 1 – 0 | São Paulo |  |
|               |       |       |           |  |

### Grupo C
| Time             | Pts | J | V | E | D | GP | GS | SG |
| ---------------- | --- | - | - | - | - | -- | -- | -- |
| Palmeiras        | 9   | 3 | 3 | 0 | 0 | 7  | 1  | +6 |
| Vitória          | 4   | 3 | 1 | 1 | 1 | 6  | 5  | +1 |
| Paraná           | 4   | 3 | 1 | 1 | 1 | 4  | 4  | 0  |
| Atlético Mineiro | 0   | 3 | 0 | 0 | 3 | 3  | 10 | -7 |

| 7 de janeiro | Palmeiras | 2 – 0 | Vitória |  |
|              |           |       |         |  |

| 7 de janeiro | Paraná | 3 – 0 | Atlético Mineiro |  |
|              |        |       |                  |  |

| 10 de janeiro | Palmeiras | 2 – 1 | Atlético Mineiro |  |
|               |           |       |                  |  |

| 10 de janeiro | Vitória | 1 – 1 | Paraná |  |
|               |         |       |        |  |

| 12 de janeiro | Palmeiras | 3 – 0 | Paraná |  |
|               |           |       |        |  |

| 12 de janeiro | Atlético Mineiro | 2 – 5 | Vitória |  |
|               |                  |       |         |  |

### Grupo D
| Time        | Pts | J | V | E | D | GP | GS | SG |
| ----------- | --- | - | - | - | - | -- | -- | -- |
| Matsubara   | 9   | 3 | 3 | 0 | 0 | 10 | 2  | +8 |
| Noroeste    | 2   | 3 | 0 | 2 | 1 | 4  | 6  | -2 |
| Operário-MS | 2   | 3 | 0 | 2 | 1 | 3  | 6  | -3 |
| Santos      | 2   | 3 | 0 | 2 | 1 | 3  | 6  | -3 |

| 7 de janeiro | Noroeste | 1 – 3 | Matsubara |  |
|              |          |       |           |  |

| 7 de janeiro | Santos | 1 – 1 | Operário-MS |  |
|              |        |       |             |  |

| 10 de janeiro | Noroeste | 2 – 2 | Santos |  |
|               |          |       |        |  |

| 10 de janeiro | Operário-MS | 1 – 4 | Matsubara |  |
|               |             |       |           |  |

| 12 de janeiro | Noroeste | 1 – 1 | Operário-MS |  |
|               |          |       |             |  |

| 12 de janeiro | Matsubara | 3 – 0 | Santos |  |
|               |           |       |        |  |

### Grupo E
| Time          | Pts | J | V | E | D | GP | GS | SG |
| ------------- | --- | - | - | - | - | -- | -- | -- |
| Vasco da Gama | 7   | 3 | 2 | 1 | 0 | 5  | 0  | +5 |
| Portuguesa    | 5   | 3 | 1 | 2 | 0 | 3  | 2  | +1 |
| Juventus-SP   | 4   | 3 | 1 | 1 | 1 | 6  | 5  | +1 |
| Boca Juniors  | 0   | 3 | 0 | 0 | 3 | 0  | 7  | -7 |

| 6 de janeiro | Vasco da Gama | 2 – 0 | Boca Juniors |  |
|              |               |       |              |  |

| 17 de janeiro | Portuguesa | 2 – 2 | Juventus-SP |  |
|               |            |       |             |  |

| 10 de janeiro | Portuguesa | 1 – 0 | Boca Juniors |  |
|               |            |       |              |  |

| 10 de janeiro | Juventus-SP | 0 – 3 | Vasco da Gama |  |
|               |             |       |               |  |

| 12 de janeiro | Portuguesa | 0 – 0 | Vasco da Gama |  |
|               |            |       |               |  |

| 12 de janeiro | Boca Juniors | 0 – 4 | Juventus-SP |  |
|               |              |       |             |  |

### Grupo F
| Time          | Pts | J | V | E | D | GP | GS | SG |
| ------------- | --- | - | - | - | - | -- | -- | -- |
| Bragantino    | 9   | 3 | 3 | 0 | 0 | 8  | 1  | +7 |
| Internacional | 4   | 3 | 1 | 1 | 1 | 5  | 4  | +1 |
| Fluminense    | 4   | 3 | 1 | 1 | 1 | 3  | 5  | -2 |
| Nacional-SP   | 0   | 3 | 0 | 0 | 3 | 1  | 7  | -6 |

| 7 de janeiro | Bragantino | 2 – 0 | Nacional-SP |  |
|              |            |       |             |  |

| 7 de janeiro | Fluminense | 1 – 1 | Internacional |  |
|              |            |       |               |  |

| 10 de janeiro | Bragantino | 2 – 1 | Internacional |  |
|               |            |       |               |  |

| 10 de janeiro | Nacional-SP | 0 – 2 | Fluminense |  |
|               |             |       |            |  |

| 12 de janeiro | Bragantino | 4 – 0 | Fluminense |  |
|               |            |       |            |  |

| 12 de janeiro | Internacional | 3 – 1 | Nacional-SP |  |
|               |               |       |             |  |

### Grupo G
| Time        | Pts | J | V | E | D | GP | GS | SG |
| ----------- | --- | - | - | - | - | -- | -- | -- |
| Corinthians | 6   | 3 | 2 | 0 | 1 | 7  | 3  | +4 |
| Botafogo    | 5   | 3 | 1 | 2 | 0 | 5  | 4  | +1 |
| São Caetano | 4   | 3 | 1 | 1 | 1 | 4  | 6  | -2 |
| Peñarol     | 1   | 3 | 0 | 1 | 2 | 2  | 5  | -3 |

| 7 de janeiro | São Caetano | 2 – 0 | Peñarol |  |
|              |             |       |         |  |

| 7 de janeiro | Botafogo | 2 – 1 | Corinthians |  |
|              |          |       |             |  |

| 10 de janeiro | São Caetano | 0 – 4 | Corinthians |  |
|               |             |       |             |  |

| 10 de janeiro | Peñarol | 1 – 1 | Botafogo |  |
|               |         |       |          |  |

| 12 de janeiro | São Caetano | 2 – 2 | Botafogo |  |
|               |             |       |          |  |

| 12 de janeiro | Corinthians | 2 – 1 | Peñarol |  |
|               |             |       |         |  |

### Grupo H
| Time        | Pts | J | V | E | D | GP | GS | SG |
| ----------- | --- | - | - | - | - | -- | -- | -- |
| Ponte Preta | 9   | 3 | 3 | 0 | 0 | 7  | 3  | +4 |
| Grêmio      | 4   | 3 | 1 | 1 | 1 | 5  | 5  | 0  |
| Sport       | 2   | 3 | 0 | 2 | 1 | 2  | 3  | -1 |
| Santo André | 1   | 3 | 0 | 1 | 2 | 1  | 4  | -3 |

| 7 de janeiro | Ponte Preta | 2 – 0 | Santo André |  |
|              |             |       |             |  |

| 7 de janeiro | Grêmio | 1 – 1 | Sport |  |
|              |        |       |       |  |

| 10 de janeiro | Ponte Preta | 3 – 2 | Grêmio |  |
|               |             |       |        |  |

| 10 de janeiro | Sport | 0 – 0 | Santo André |  |
|               |       |       |             |  |

| 12 de janeiro | Ponte Preta | 2 – 1 | Sport |  |
|               |             |       |       |  |

| 12 de janeiro | Santo André | 1 – 2 | Grêmio |  |
|               |             |       |        |  |

## Segunda fase

### Grupo 1
| Time        | Pts | J | V | E | D | GP | GS | SG |
| ----------- | --- | - | - | - | - | -- | -- | -- |
| Vitória     | 9   | 3 | 3 | 0 | 0 | 4  | 1  | +3 |
| Botafogo-SP | 6   | 3 | 2 | 0 | 1 | 3  | 2  | +1 |
| Bahia       | 3   | 3 | 1 | 0 | 2 | 5  | 4  | +1 |
| Noroeste    | 0   | 3 | 0 | 0 | 3 | 4  | 9  | -5 |

| 15 de janeiro | Botafogo-SP | 0 – 1 | Vitória |  |
|               |             |       |         |  |

| 15 de janeiro | Bahia | 5 – 2 | Noroeste |  |
|               |       |       |          |  |

| 17 de janeiro | Botafogo-SP | 2 – 1 | Noroeste |  |
|               |             |       |          |  |

| 17 de janeiro | Vitória | 1 – 0 | Bahia |  |
|               |         |       |       |  |

| 19 de janeiro | Botafogo-SP | 1 – 0 | Bahia |  |
|               |             |       |       |  |

| 19 de janeiro | Noroeste | 1 – 2 | Vitória |  |
|               |          |       |         |  |

### Grupo 2
| Time      | Pts | J | V | E | D | GP | GS | SG |
| --------- | --- | - | - | - | - | -- | -- | -- |
| São Paulo | 7   | 3 | 2 | 1 | 0 | 4  | 1  | +3 |
| Palmeiras | 5   | 3 | 1 | 2 | 0 | 4  | 3  | +1 |
| Matsubara | 3   | 3 | 1 | 0 | 2 | 5  | 5  | 0  |
| Comercial | 1   | 3 | 0 | 1 | 2 | 3  | 7  | -4 |

| 15 de janeiro | São Paulo | 1 – 0 | Matsubara |  |
|               |           |       |           |  |

| 15 de janeiro | Palmeiras | 1 – 1 | Comercial |  |
|               |           |       |           |  |

| 17 de janeiro | Palmeiras | 1 – 1 | São Paulo | Estádio Palestra Itália, São Paulo |
|               |           |       |           |                                    |

| 17 de janeiro | Matsubara | 4 – 2 | Comercial |  |
|               |           |       |           |  |

| 19 de janeiro | Palmeiras | 2 – 1 | Matsubara | Estádio Palestra Itália, São Paulo |
|               |           |       |           |                                    |

| 19 de janeiro | Comercial | 0 – 2 | São Paulo |  |
|               |           |       |           |  |

### Grupo 3
| Time          | Pts | J | V | E | D | GP | GS | SG |
| ------------- | --- | - | - | - | - | -- | -- | -- |
| Corinthians   | 7   | 3 | 2 | 1 | 0 | 11 | 4  | +7 |
| Vasco da Gama | 7   | 3 | 2 | 1 | 0 | 8  | 2  | +6 |
| Bragantino    | 3   | 3 | 1 | 0 | 2 | 5  | 9  | -4 |
| Grêmio        | 0   | 3 | 0 | 0 | 3 | 1  | 10 | -9 |

| 15 de janeiro | Vasco da Gama | 3 – 0 | Grêmio |  |
|               |               |       |        |  |

| 15 de janeiro | Corinthians | 5 – 2 | Bragantino |  |
|               |             |       |            |  |

| 17 de janeiro | Corinthians | 1 – 1 | Vasco da Gama |  |
|               |             |       |               |  |

| 17 de janeiro | Grêmio | 0 – 2 | Bragantino |  |
|               |        |       |            |  |

| 19 de janeiro | Corinthians | 5 – 1 | Grêmio |  |
|               |             |       |        |  |

| 19 de janeiro | Bragantino | 1 – 4 | Vasco da Gama |  |
|               |            |       |               |  |

### Grupo 4
| Time          | Pts | J | V | E | D | GP | GS | SG |
| ------------- | --- | - | - | - | - | -- | -- | -- |
| Portuguesa    | 7   | 3 | 2 | 1 | 0 | 4  | 2  | +2 |
| Botafogo      | 6   | 3 | 2 | 0 | 1 | 4  | 3  | +1 |
| Ponte Preta   | 2   | 3 | 0 | 2 | 1 | 3  | 4  | -1 |
| Internacional | 1   | 3 | 0 | 1 | 2 | 1  | 3  | -2 |

| 15 de janeiro | Portuguesa | 1 – 1 | Ponte Preta |  |
|               |            |       |             |  |

| 15 de janeiro | Botafogo | 1 – 0 | Internacional |  |
|               |          |       |               |  |

| 17 de janeiro | Portuguesa | 2 – 1 | Botafogo |  |
|               |            |       |          |  |

| 17 de janeiro | Internacional | 1 – 1 | Ponte Preta |  |
|               |               |       |             |  |

| 19 de janeiro | Portuguesa | 1 – 0 | Internacional |  |
|               |            |       |               |  |

| 19 de janeiro | Ponte Preta | 1 – 2 | Botafogo |  |
|               |             |       |          |  |

## Fase final

### Tabela
|  | Semifinais          | Semifinais |   |         | Final          | Final |  |
|  |                     |            |   |         |                |       |  |
|  |                     |            |   |         |                |       |  |
|  | Corinthians (prorr) | 1          |   |         |                |       |  |
|  | Portuguesa          | 0          |   |         |                |       |  |
|  |                     |            |   |         |                |       |  |
|  |                     |            |   |         |                |       |  |
|  |                     |            |   |         | Corinthians    | 3     |  |
|  |                     | São Paulo  | 4 |         |                |       |  |
|  |                     |            |   |         |                |       |  |
|  |                     |            |   |         |                |       |  |
|  |                     |            |   |         | Terceiro lugar |       |  |
|  |                     |            |   |         |                |       |  |
|  | Vitória             | 0          |   | Vitória | 1              |       |  |
|  | São Paulo           | 1          |   |         | Portuguesa     | 0     |  |

### Semi-final
| 22 de janeiro | Vitória | 0 – 1 | São Paulo   | Estádio Palestra Itália, São Paulo |
|               |         |       | Pereira 56' | Árbitro: Ansel Lancman             |

| 22 de janeiro | Corinthians         | 1 – 0 | Portuguesa | Estádio do Pacaembu, São Paulo |
|               | Hermes 120' (prorr) |       |            | Árbitro: José Ronaldo da Luz   |

### Decisão do 3° lugar
| 25 de janeiro | Vitória     | 1 – 0 | Portuguesa | Estádio do Ibirapuera, São Paulo |
|               | Dedimar 41' |       |            |                                  |

### Final
| 25 de janeiro | Corinthians                       | 3 – 4 | São Paulo                        | Estádio do Pacaembu, São Paulo                              |
| 17:00         | Marques 34', 51' · Caio César 74' |       | Jamelli 16', 62', 79' · Catê 30' | Público: 50 000 pessoas Árbitro: Luis Antonio do Nascimento |

- Corinthians: Marcos; Antônio Carlos, Gino, André Santos  e Silvinho; Embu, Fabinho  e Marques; Ricardinho (Renato), Hergos (Caio César) e Hermes. Técnico: Ivan Silva.
- São Paulo: Rogério Ceni; Pavão, Sérgio Baresi, Nélson e André; Mona, Pereira e Robertinho ; Catê, Jameli (Douglas) e Toninho. Técnico: Márcio Araújo.

## Premiação
| Copa São Paulo de Futebol Júnior de 1993 |
| São Paulo                                |
| ---------------------------------------- |
| SÃO PAULO Campeão (1º título)            |